# Thuyết giá trị
Lý thuyết giá trị hay thuyết giá trị là bất kỳ lý thuyết kinh tế nào cố gắng giải thích giá trị trao đổi hoặc giá cả của hàng hóa và dịch vụ. Các câu hỏi chủ chốt trong lý thuyết kinh tế bao gồm lý do tại sao hàng hóa và dịch vụ được định giá như hiện tại, giá trị của hàng hóa và dịch vụ xuất hiện như thế nào, và — đối với lý thuyết giá trị chuẩn tắc — cách tính giá chính xác của hàng hóa và dịch vụ (nếu giá trị đó tồn tại) .

## Lịch sử
Một câu hỏi lớn đã bị các nhà kinh tế học lảng tránh kể từ khi xuất bản lần đầu tiên là giá cả. Khi hàng hóa bắt đầu được trao đổi để kiếm tiền, các nhà tư tưởng kinh tế đã không ngừng cố gắng giải mã cách xác định giá cả. “Giá trị” là thuật ngữ chung được sử dụng để chỉ giá tương đối của hàng hóa hoặc dịch vụ. Một trong những người tiên phong của quan điểm cổ điển về thuyết giá trị đến từ một cuốn sách nhỏ được xuất bản năm 1738. Trong cuốn sách nhỏ này, người ta thảo luận về việc lao động được xem là công cụ đo lường quan trọng nhất khi xem xét giá trị như thế nào. Ý tưởng này xuất phát từ quan điểm tiền tiền tệ về giá cả, nơi sức lao động được dùng để trao đổi lấy các dịch vụ lao động khác. Mặc dù đây là một ý tưởng được chấp nhận, nhưng không phải là không bị chỉ trích.
Adam Smith đồng ý với một số khía cạnh của thuyết giá trị lao động, nhưng ông tin rằng nó không giải thích đầy đủ về giá cả và lợi nhuận. Thay vào đó, ông đề xuất lý thuyết giá trị chi phí sản xuất (sau này phát triển thành thuyết giá trị trao đổi), giải thích giá trị được xác định bởi một số yếu tố khác nhau, bao gồm tiền công và tiền thuê. Theo Smith, thuyết giá trị này giải thích đầy đủ, tốt nhất về giá cả tự nhiên trên thị trường. Mặc dù chỉ là một lý thuyết kém phát triển vào thời điểm đó, nhưng nó đã đưa ra một giải pháp thay thế cho một thuyết giá trị phổ biến khác.
Thuyết giá trị hữu ích là niềm tin rằng giá cả và giá trị chỉ dựa trên mức độ “sử dụng" mà một cá nhân nhận được từ một hàng hóa. Tuy nhiên, lý thuyết này bị bác bỏ trong tác phẩm The Wealth of Nations của Smith. Nghịch lý kim cương-nước nổi tiếng đặt câu hỏi về điều này bằng cách xem xét việc sử dụng hàng hóa so với giá của chúng. Nước, mặc dù cần thiết cho sự sống, nhưng lại rẻ hơn nhiều so với kim cương, thứ mà về cơ bản không có tác dụng. Thuyết giá trị nào đúng đã chia rẽ các nhà tư tưởng kinh tế, và là cơ sở cho nhiều niềm tin kinh tế xã hội và chính trị.
Silvio Gesell lại phủ nhận thuyết giá trị trong kinh tế học. Ông cho rằng thuyết giá trị là vô dụng và ngăn cản kinh tế học trở thành khoa học và một nền quản lý tiền tệ được điều hành bởi thuyết giá trị sẽ bị tiêu diệt bởi sự vô hiệu và không hoạt động của chúng.

## Các thuyết về giá trị

### Thuyết giá trị nội tại
Theo thuyết giá trị nội tại (còn được gọi là "thuyết giá trị khách quan"), giá trị nội tại đặc trưng cho cái gì đó có “tự thân nó”, hoặc “lợi ích riêng của nó”, hoặc “theo đúng nghĩa của nó” . Nó diễn đạt cho một khái niệm khác với một khái niệm vừa thảo luận. Nó là giá trị mà một thực thể tự có trong bản thân nó, đối với những gì nó luôn tồn tại, hoặc tại lúc kết thúc. Giá trị này không phải là giá trị vật lý; nếu nói rằng giá trị này là vật chất cũng giống như nói rằng tâm trí của chúng ta là vật chất. Giá trị không tồn tại như một đối tượng, mà là các thuộc tính của một đối tượng.

### Lý thuyết giá trị lao động
Trong kinh tế học cổ điển, lý thuyết giá trị lao động khẳng định rằng giá trị kinh tế của hàng hóa hoặc dịch vụ được xác định bằng tổng lượng lao động xã hội cần thiết để sản xuất ra nó. Khi nói theo lý thuyết lao động về giá trị, giá trị không mang bất kỳ tính từ định nghĩa nào về mặt lý thuyết chỉ lượng lao động cần thiết để sản xuất ra một loại hàng hóa thị trường, bao gồm cả lao động cần thiết cho sự phát triển của bất kỳ tư bản nào được sử dụng trong quá trình sản xuất. Cả David Ricardo và Karl Marx đều cố gắng định lượng và thể hiện ra tất cả các thành phần lao động để phát triển lý thuyết về giá cả thực tế hoặc tự nhiên của hàng hóa.
Trong cả hai trường hợp, những gì đang được giải quyết là giá chung - tức là giá tổng hợp, không phải giá cụ thể của một hàng hóa hoặc dịch vụ cụ thể trong một tình huống nhất định. Các lý thuyết trong cả hai loại đều cho phép sai lệch khi một mức giá cụ thể được đưa ra trong một giao dịch thị trường thế giới thực hoặc khi một mức giá được đặt trong một số chế độ ấn định giá.

### Thuyết trao đổi giá trị
Trong kinh tế chính trị Marx-Lenin, thuyết giá trị trao đổi, là sự mô tả bản chất trái ngược kép của sức lao động chứa đựng trong hàng hóa. Hàng hóa đồng thời vừa có giá trị sử dụng vật chất chủ quan, vừa có giá trị trao đổi khách quan hoặc giá trị xã hội.
Giá trị sử dụng là giá trị của vật chất theo công dụng, cách sử dụng hoặc tiêu dùng và những gì bản thân vật đó có đáp ứng nhu cầu của con người. Một ví dụ về điều này là nếu ai đó muốn xây dựng một nhà kho bằng gỗ, họ sẽ cần một số lượng và chất lượng nhất định của gỗ và đinh. Một số giá trị sử dụng không cần cố gắng để đạt được, ví dụ như ánh sáng mặt trời, hoặc trọng lực, cả hai thứ mà con người cần để tồn tại nhưng không cần làm gì để có được mà vẫn có giá trị. Các giá trị sử dụng khác đòi hỏi phải nỗ lực đạt được, nâng cao giá trị sử dụng. Các nhu cầu mà một đối tượng đáp ứng và các thuộc tính vật lý, như trong các mục đích sử dụng mà đối tượng có thể hoạt động, cũng gắn liền với giá trị sử dụng.

### Thuyết giá trị tiền tệ
Các nhà phê bình kinh tế học mácxít truyền thống, đặc biệt là những người gắn liền với Neue Marx-Lektüre (Những bài đọc mới của Marx) như Michael Heinrich, đã nhấn mạnh đến lý thuyết giá trị tiền tệ, trong đó "Tiền là hình thức cần thiết để xuất hiện giá trị (và tư bản) theo nghĩa rằng giá cả là hình thức biểu hiện duy nhất của giá trị hàng hóa." Tương tự như lý thuyết trao đổi, lý thuyết này nhấn mạnh giá trị được xác định về mặt xã hội, chứ không phải là vật chất.
Theo phân tích này, khi tiền kết hợp sản xuất vào vòng lưu thông M-C-M ', nó có chức năng như tư bản nhằm thực hiện quan hệ tư bản chủ nghĩa và việc bóc lột sức lao động tạo thành tiền đề thực tế cho sự kết hợp này.

### Thuyết giá trị quyền lực
Các nhà kinh tế học thể chế cấp tiến Jonathan Nitzan và Shimshon Bichler (2009) cho rằng không bao giờ có thể tách kinh tế ra khỏi chính trị.  Sự phân tách này là cần thiết để cho phép kinh tế học tân cổ điển dựa trên lý thuyết của họ về giá trị hữu ích và đối với những người mácxít đặt cơ sở lý thuyết lao động về giá trị trên lao động trừu tượng đã được lượng hóa. Thay vì lý thuyết giá trị hữu ích (như kinh tế học tân cổ điển) hoặc lý thuyết giá trị lao động (như được tìm thấy trong kinh tế học Mácxít), Nitzan và Bichler đề xuất một lý thuyết giá trị quyền lực. Cấu trúc của giá cả không liên quan nhiều đến cái gọi là lĩnh vực sản xuất và tiêu dùng "vật chất". Việc định lượng quyền lực trong giá cả không phải là hệ quả của các quy luật bên ngoài - dù là tự nhiên hay lịch sử - mà hoàn toàn là nội tại của xã hội.
Trong chủ nghĩa tư bản, quyền lực là nguyên tắc quản lý bắt nguồn từ vị trí trung tâm của sở hữu tư nhân. Sở hữu tư nhân là toàn bộ và chỉ là một hành động loại trừ được thể chế hóa, và sự loại trừ được thể chế hóa là một vấn đề của quyền lực có tổ chức. Vì quyền lực đằng sau quyền sở hữu tư nhân được định giá bằng giá cả, Nitzan và Bichler lập luận, cần có một lý thuyết quyền lực về giá trị. Tuy nhiên, có một tình huống khó xử về quan hệ nhân quả đối với lập luận của họ đã bị chỉ trích: quyền lực dựa trên khả năng đặt giá độc quyền của các công ty trong khi khả năng định giá dựa trên các công ty sở hữu một mức độ quyền lực nhất định trên thị trường
Vốn hóa, theo lý thuyết này, là một thước đo sức mạnh, được thể hiện thông qua giá trị chiết khấu hiện tại của thu nhập trong tương lai (đồng thời tính đến sự cường điệu và rủi ro). Công thức này là nền tảng để tài trợ vốn vào chủ nghĩa tư bản có tư duy logic bao trùm. Logic vốn dĩ cũng khác biệt vì mọi nhà tư bản đều cố gắng tích lũy thu nhập lớn hơn các đối thủ cạnh tranh của họ (nhưng không tối đa hóa lợi nhuận). Nitzan và Bichler dán nhãn quá trình này là sự tích lũy chênh lệch. Để có một lý thuyết quyền lực về giá trị, cần phải có sự tích lũy khác biệt, trong đó tốc độ tăng vốn hóa của một số chủ sở hữu nhanh hơn tốc độ vốn hóa trung bình.

### Thuyết giá trị chủ quan và chủ nghĩa cận biên
Lý thuyết giá trị chủ quan là lý thuyết giá trị tin rằng giá trị của một mặt hàng phụ thuộc vào người tiêu dùng. Lý thuyết này nói rằng giá trị của một mặt hàng không phụ thuộc vào lao động tạo ra một hàng hoá hoặc bất kỳ thuộc tính cố hữu nào của hàng hoá đó. Thay vào đó, lý thuyết chủ quan về giá trị tin rằng giá trị của hàng hóa phụ thuộc vào mong muốn và nhu cầu của người tiêu dùng.  Người tiêu dùng đặt giá trị cho một mặt hàng bằng cách xác định mức độ hữu dụng cận biên, hoặc mức độ thỏa mãn bổ sung về một hàng hóa bổ sung,  của mặt hàng đó và quyết định điều đó có ý nghĩa như thế nào đối với họ. 
Lý thuyết chủ quan hiện đại về giá trị được tạo ra bởi William Stanley Jevons, Léon Walras và Carl Menger vào cuối thế kỷ 19.  Lý thuyết chủ quan mâu thuẫn với lý thuyết lao động của Karl Marx, cái cho rằng giá trị của một mặt hàng phụ thuộc vào sức lao động đi vào sản xuất chứ không phải khả năng thỏa mãn người tiêu dùng. 
Lý thuyết chủ quan về giá trị đã giúp giải đáp "nghịch lý kim cương - nước", mà nhiều người cho là không thể giải quyết được. Nghịch lý kim cương - nước đặt câu hỏi tại sao kim cương lại có giá trị hơn nước rất nhiều khi nước cần thiết cho sự sống. Nghịch lý này đã được giải đáp bởi lý thuyết chủ quan về giá trị bằng cách nhận ra rằng tổng thể nước có giá trị hơn kim cương vì một vài đơn vị đầu tiên cần thiết cho sự sống. Sự khác biệt chính giữa nước và kim cương là nước dồi dào hơn và kim cương thì rất hiếm. Do tính sẵn có, một đơn vị kim cương bổ sung vượt quá giá trị của một đơn vị nước bổ sung.  Lý thuyết chủ quan rất hữu ích khi dùng để giải thích cung và cầu.
Chủ nghĩa cận biên đề cập đến việc nghiên cứu các lý thuyết và nghiên cứu cận biên trong kinh tế học. Các chủ đề được đưa vào chủ nghĩa cận biên là mức thỏa dụng cận biên, tỷ lệ thay thế biên và chi phí cơ hội.  Chủ nghĩa cận biên có thể được áp dụng cho lý thuyết chủ quan về giá trị vì lý thuyết chủ quan tính đến mức thỏa dụng cận biên của một mặt hàng để tạo ra giá trị cho nó.